# 川崎健
川崎 健（かわさき つよし、1928年1月10日- 2016年9月12日）は、日本の水産資源学者。東北大学名誉教授。専門は水産海洋学。農学博士（東北大学、1961年3月）。（社）東北建設協会漁業調査アドバイザー、気候影響・利用研究会顧問、日本科学者会議代表幹事、那珂川関係漁業協同組合協議会の設置した「那珂川の魚類・生態系影響評価委員会」委員長などを歴任。レジーム・シフト理論を発見、展開したことから「レジーム・シフトの父」と呼ばれる。 

## 略歴
- 1928年1月10日　中国福建省福州市生まれ
- 台北高等学校、山形高校を経て、東北大学農学部水産学科入学
- 1950年　東北大学農学部水産学科卒業、指導教官：畑中正吉
- 1950年　水産庁東北区水産研究所
- 1961年　東北大学農学博士「カツオ・マグロ類の比較生態学的研究」
- 1965年　水産庁東海区水産研究所
- 1969年　日本学術会議会員（～1985年）
- 1974年　東北大学農学部助教授（～1975年）
- 1975年　東北大学農学部教授（～1991年）
- 1985年　東北大学農学部長（～1989年）
- 1991年　東北大学退官、東北大学名誉教授
- 1992年　国立台湾海洋大学客員教授・水産試験所客員研究員（～2000年）
- 2007年6月　第21回太平洋学術会議において畑井メダル受賞
- 2010年　水産海洋学会名誉会員
- 2016年9月12日　肝臓がんのため逝去

## 著書

### 単著
- 『資源論,漁況論』（日本水産資源保護協会、1965年）
- 『分類および分布,生態論』（日本水産資源保護協会、1965年）
- 『魚と環境 : 大漁・不漁の生物学』（海洋出版、1977年）
- 『浮魚資源』（恒星社厚生閣、1982年）
- 『魚の資源学』（大月書店、1983年）
- 『海と魚とわたしたち : これからの日本漁業』（岩波書店、1987年）
- 『海の環境学』（新日本出版社、1993年）
- 『漁業資源 : なぜ管理できないのか』（成山堂書店、1999年・改訂増補版2000年・2訂版2005年）
- Regime shift : fish and climate change, Sendai: Tohoku University Press, 2013
- 『イワシと気候変動：漁業の未来を考える』（岩波書店、2009年）

### 編著
- 『海洋の油汚染』（時事通信社、1975年）

### 共編著
- （日本水産学会）『公害問題と科学者』（鹿島出版会、1973年）
- （有賀祐勝・渡辺競）『温排水と環境問題』（恒星社厚生閣、1975年）
- （大谷省三）『食糧自給をどう考えるか』（時事通信社、1976年）
- （西沢敏・石田力一）『海の生物群集と生産』（恒星社厚生閣、1977年）
- （平野敏行・島津靖彦）『海面埋立てと環境変化』（恒星社厚生閣、1977年）
- （河端俊治・長谷川彰）『魚 : その資源・利用・経済』（恒星社厚生閣、1980年）
- （黒木三郎・藤巻正生）『日本の食糧』（恒星社厚生閣、1981年）
- （田中昌一）『200カイリ時代と日本の水産』（恒星社厚生閣、1981年）
- （泉邦彦・秋本実・森泉・広井敏男・岩田進午）『今日の地球環境 : 科学者からの警告』（新日本出版社、1991年）
- （Syoiti Tanaka, Yoshiaki Toba, Akira Taniguchi and the Ecological Society of Japan）Long-term variability of pelagic fish populations and their environment : proceedings of the international symposium, Sendai, Japan, 14-18 November 1989, Oxford ; Tokyo : Pergamon Press, 1991
- （川崎健教授退官記念事業会）『魚・社会・地球 : 川崎健科学論集』（成山堂書店、1992年）
- （花輪公雄・谷口旭・二平章）『レジーム・シフト : 気候変動と生物資源管理』（成山堂書店、2007年）
- （片山知史・大海原宏・二平章・渡辺良朗）『漁業科学とレジームシフト: 川崎健の研究史』（東北大学出版会、2017年）

### 訳書
- David Henry Cushing著『気候と漁業 : 気候の変化が水産資源におよぼす影響』（恒星社厚生閣、1986年）
- J.A.ガランド著『水産資源解析入門』（恒星社厚生閣、1990年）